# Nave (araldica)
In araldica la nave, simboleggia animo forte che resiste alle avversità, viaggi e vittorie navali. Nell'araldica civica testimonia la posizione dell'entità geografica sulle rive del mare o di un fiume.

## Posizione araldica ordinaria
La nave si rappresenta di profilo, con la prua a destra e alberata. Negli stemmi possono essere raffigurate navi di ogni natura; posto che nave è "qualsiasi imbarcazione atta a trasportare in lunghi viaggi merci e passeggeri", si blasona se si tratta di una bireme, trireme, centireme, galea, galeazza, caravella, feluca, brigantino, vascello, fregata, corvetta, goletta, sciabecco, e così via.

## Attributi araldici
La nave ha moltissimi attributi araldici. Fra i molti, la nave può essere:
- alberata quando ha gli alberi di uno smalto diverso;
- all'antica una nave dell'età romana o comunque pre-medievale;
- arrestata quando è ferma con le vele ammainate;
- col vento in poppa se ha le vele gonfie verso destra;
- disalberata se non ha alberi;
- ferma quando è senza vele;
- fornita quando è armata di tutto punto e navigante o pronta a navigare;
- navigante;
- pavesata per la nave medievale col bordo orlato di scudi o la nave moderna ornata di banderuole sospese a corde tese fra gli alberi; in quest'ultimo caso si dice anche in gala;
- velata o veleggiata se porta vele di uno smalto particolare;
- vogante per indicare la nave sull'acqua.

## Esempi

Di rosso, alla nave d'oro, equipaggiata e banderuolata d'armellino, fluttuante sopra un mare al naturale; al capo d'armellino (stemma di Nantes, Francia)
Di rosso, a tre cotisse alzate d'oro; al capo d'argento, caricato di un veliero navigante sul mare, il tutto al naturale (stemma di Manchester, Regno Unito)
D'azzurro, alla nave d'argento, sostenuta da un mare dello stesso, fluttuoso di nero (Bunde, Germania)
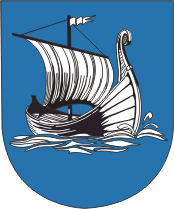
D'azzurro, alla nave vichinga d'argento, rivoltata di tre quarti, accompagnata da flutti dello stesso (Žlobin, Bielorussia)
Nave greca d'oro (Anapa, Russia)